# Vanotek
Ион Киринчук (род.15 сентября 1993 года в Унгены, Молдова), более известный под псевдонимом Vanotek — молдавский музыкальный продюсер и диджей. Стал известен благодаря синглу «My Heart is Gone» в 2015 году. Песня добилась успеха в Румынии, а также принесла ему номинацию на лучшее румынское выступление на MTV Europe Music Awards 2016. В ноябре 2017 года Global Records распространили его дебютный студийный альбом No Sleep. Два сингла, «Tell Me Who» и «Back to Me», попали в чарты в Румынии и России, а также других стран.

## Карьера
Ион Киринчук родился 15 сентября 1993 года в городе Унгены. Переехал в Румынию, чтобы учиться в школе искусств Octav Băncilă в Яссах, а затем уехал в Бухарест, где продолжил музыкальную карьеру. В то время ему было 17 лет, и Vanotek начал выпускать материалы для таких известных исполнителей, как Дан Балан, Антония и Том Боксер. В 2015 году он выпустил свой дебютный сингл «My Heart is Gone» с вокалом от Анки. Песня стала коммерчески успешной в Румынии и принесла ему номинацию на лучшее румынское выступление на MTV Europe Music Awards 2016. В том же году Vanotek попытался представить Румынию на Конкурсе Песни Евровидение 2016 в Стокгольме, Швеция, с «I'm Coming Home», с участием Code и Georgian. В итоге он занял второе место в отборочном шоу Румынии Selecția Națională. В ноябре 2017 года Vanotek выпустил свой дебютный альбом No Sleep, распространяемый Global Records. Помимо этого лейбла, он также ассоциирован с Ultra Music. Альбом имеет несколько синглов, включая «Tell Me Who» и «Back to Me» с Eneli, которые достигли успеха в таких странах, как Румыния и Россия.

## Личная жизнь
Является отцом двоих детей.

## Дискография

### Студийные альбомы
| заглавие | Детали альбома |
| -------- | --- |
| No Sleep | - Дата выхода: 22 ноября 2017 года - Лейбл: Global Records (Мир), Effective Records (Россия и СНГ) - Формат: цифровая загрузка |

### Синглы
| Заглавие                                        | Год  | Пиковые позиции в чартах | Альбом      |
| Заглавие                                        | Год  | RUS                      | Альбом      |
| ----------------------------------------------- | ---- | ------------------------ | ----------- |
| «My Heart is Gone» (с участием Янки)            | 2015 | -                        | No Sleep    |
| «I'm Coming Home» (с участием Code и Georgian)  | 2015 | -                        | No Sleep    |
| «Viajero» (с участием Хевито)                   | 2016 | -                        | No Sleep    |
| «My Mind» (с участием Минелли)                  | 2016 | -                        | No Sleep    |
| «În dormitor» (с участием Минелли)              | 2016 | -                        | No Sleep    |
| «My Mind» (с участием Минелли)                  | 2016 | -                        | No Sleep    |
| «Take the Highway»                              | 2017 | -                        | No Sleep    |
| «Tell Me Who» (с участием Eneli)                | 2017 | 2                        | No Sleep    |
| «No Sleep» (с участием Минелли)                 | 2017 | 168                      | No Sleep    |
| «Back to Me» (с участием Eneli)                 | 2017 | 5                        | No Sleep    |
| «Tara» (с участием Eneli)                       | 2017 | -                        | No Sleep    |
| «Vision»                                        | 2017 | -                        | No Sleep    |
| «Runa»                                          | 2017 | -                        | No Sleep    |
| «My Day» (с Slider & Magnit с участием Микайлы) | 2018 | 217                      | Вне альбома |
| «Love is Gone»                                  | 2018 | 12                       | Вне альбома |
| «Cherry Lips» (featuring Mikayla)               | 2019 | 59                       | Вне альбома |
| «Someone» (с участием Denitia)                  | 2021 | -                        | Someone     |

## Награды и номинации
| Год  | Награда                 | Категория                   | Результат |
| ---- | ----------------------- | --------------------------- | --------- |
| 2016 | MTV Europe Music Awards | Лучшее румынское исполнение | Номинация |